# Парк (округ, Вайомінг)
Шаблон:StateAbbr_ 44°29′ пн. ш. 109°34′ зх. д. / 44.49° пн. ш. 109.56° зх. д.
 Парк (англ. Park County) — округ (графство) у штаті Вайомінг. Ідентифікатор округу 56029.
Назва округу пов'язана з Єллоустонським національним парком.

## Історія
Округ утворений 1911 року.

## Демографія
За даними перепису
2000 року
загальне населення округу становило 25786 осіб, зокрема міського населення було 14408, а сільського 11378.
Серед них чоловіків було 12562, а жінок 13224. В окрузі було 10312 господарства, 7092 родин, які мешкали в 11869 будинках.
Середній розмір родини становив 2,92.
Віковий розподіл населення поданий у таблиці:
| Стать    | До 15 років | 15-21 | 22-29 | 30-39 | 40-49 | 50-65 | 65-85 | Понад 85 |
| -------- | ----------- | ----- | ----- | ----- | ----- | ----- | ----- | -------- |
| Чоловіки | 2511        | 1482  | 909   | 1526  | 2154  | 2343  | 1478  | 159      |
| Жінки    | 2451        | 1510  | 934   | 1653  | 2244  | 2329  | 1764  | 339      |

## Суміжні округи
- Парк, Монтана — північ
- Карбон, Монтана — північний схід
- Біґ-Горн — схід
- Вошейкі — схід-південний схід
- Гот-Спрінґс — південний схід
- Фремонт — південь
- Тетон — південний захід
- Ґаллатін, Монтана — північний захід

## Виноски
1. ↑  US Decennial Census. US Census Bureau. Архів оригіналу за 26 квітня 2015. Процитовано 18 серпня 2015.
2. ↑  Historical Decennial Census Population for Wyoming Counties, Cities, and Towns. Wyoming Department of Administration & Information, Division of Economic Analysis. Процитовано 25 січня 2014.
3. ↑  State & County QuickFacts. US Census Bureau. Архів оригіналу за 6 червня 2011. Процитовано 25 січня 2014.(англ.) Наведено за англійською вікіпедією.
4. ↑  American FactFinder. Бюро перепису населення США. Архів оригіналу за 26 лютого 2012. Процитовано 31 січня 2008.

| США | Це незавершена стаття з географії США. Ви можете допомогти проєкту, виправивши або дописавши її. |